# مایک منیان
مایک ماینیان  (انگلیسی: Mike Maignan؛ زادهٔ ۳ ژوئیهٔ ۱۹۹۵) بازیکن فوتبال اهل فرانسه است که برای باشگاه میلان و برای تیم ملی فوتبال فرانسه بازی می کند.
از باشگاه‌هایی که در آن بازی کرده‌است می‌توان به باشگاه پاری سن-ژرمن، باشگاه لیل و باشگاه آث میلان اشاره کرد.
وی همچنین در تیم‌های ملی فوتبال زیر ۱۷ سال فرانسه، زیر ۱۸ سال فرانسه، زیر ۱۹ سال فرانسه، زیر ۲۰ سال فرانسه، زیر ۲۱ سال فرانسه، و فرانسه بازی کرده‌است، منیان هم‌اکنون یکی از مهره‌های کلیدی میلان و آقای فونسکا است.
از افتخارات وی می‌توان به قهرمانی در لیل در لیگ۱ و قهرمانی میلان در سری آ اشاره کرد.